# Хапоель (футбольний клуб, Хайфа)
«Хапоель» Хайфа (івр. מועדון כדורגל הפועל חיפה) — ізраїльський футбольний клуб із міста Хайфа. Клуб засновано у 1924 році. З 2014 року проводить домашні матчі на стадионі «Саммі Офер». До цього домашнім стадіоном команди був «Кір'ят-Еліезер». 
«Хапоель» був чемпіоном Ізраїлю у сезоні 1998/99, а також тричі ставав володарем кубку країни.

## Досягнення
- Чемпіон Ізраїлю (1): 1998/99
- Володар Кубку Ізраїлю (4): 1962/63, 1965/66, 1973/74, 2017/18
- Володар Кубку ізраїльської ліги (Кубку Тото) (2): 2000/01, 2012/13
- Володар Суперкубку Ізраїлю (1): 2018
- Фіналіст Суперкубку Ізраїлю (2): 1966, 1974

## Виступи в єврокубках
| Сезон     | Змагання        | Раунд   | Клуб              | Вдома | На виїзді | В сукупності |
| --------- | --------------- | ------- | ----------------- | ----- | --------- | ------------ |
| 1996      | Кубок Інтертото | Група 1 | Стандард Льєж     | Н/Д   | 2–2       | 4-е          |
| 1996      | Кубок Інтертото | Група 1 | Ольборг           | Н/Д   | 4–5       | 4-е          |
| 1996      | Кубок Інтертото | Група 1 | Штутгарт          | 0–4   | Н/Д       | 4-е          |
| 1996      | Кубок Інтертото | Група 1 | Кліфтонвілль      | 1–1   | Н/Д       | 4-е          |
| 1998      | Кубок Інтертото | 1Р      | Націонал Бухарест | 1–2   | 1–3       | 2–5          |
| 1999–2000 | Ліга чемпіонів  | 2КР     | Бешикташ          | 0–0   | 1–1[      | 1–1(г)       |
| 1999–2000 | Ліга чемпіонів  | 3КР     | Валенсія          | 0–2   | 0–2       | 0–4          |
| 1999–2000 | Кубок УЄФА      | 1Р      | Брюгге            | 3–1   | 2–4       | 5–5(г)       |
| 1999–2000 | Кубок УЄФА      | 2Р      | Аякс              | 0–3   | 1–0       | 1–3          |
| 2001      | Кубок Інтертото | 1Р      | ТВМК              | 2–0   | 3–0       | 5–0          |
| 2001      | Кубок Інтертото | 2Р      | Динамо Мінськ     | 0–1   | 0–2       | 0–3          |
| 2018–19   | Ліга Європи     | 2КР     | Гапнарфйордур     | 1–1   | 1–0       | 2–1          |
| 2018–19   | Ліга Європи     | 3КР     | Аталанта          | 1–4   | 0–2       | 1–6          |

## Відомі гравці
- Володимир Горілий
- Олег Кошелюк
- Вадим Тищенко
- Дуду Ават
- Таль Банін
- Еден Бен-Басат
- Гіль Вермут
- Йоханан Воллах
- Йоав Зів
- Ронен Харазі
- Таль Хен
- Мордехай Шпіглер
- Робі Юнг
- Міндаугас Калонас
- Сергій Підпалий
- Джовані Росо
- Златко Чайковський

## Відомі тренери
- Аврам Грант